# Śliwno (województwo podlaskie)
Śliwno – wieś w Polsce położona w województwie podlaskim, w powiecie białostockim, w gminie Choroszcz. Leży nad Narwią.
Wieś dóbr goniądzko-rajgrodzkich Mikołaja II Radziwiłła, w 1795 roku położona była w ziemi bielskiej województwa podlaskiego. W latach 1975–1998 miejscowość administracyjnie należała do województwa białostockiego.
Miejscowość leży na terenie Narwiańskiego Parku Narodowego.
Wierni kościoła rzymskokatolickiego należą do parafii Najświętszego Serca Pana Jezusa w Konowałach.

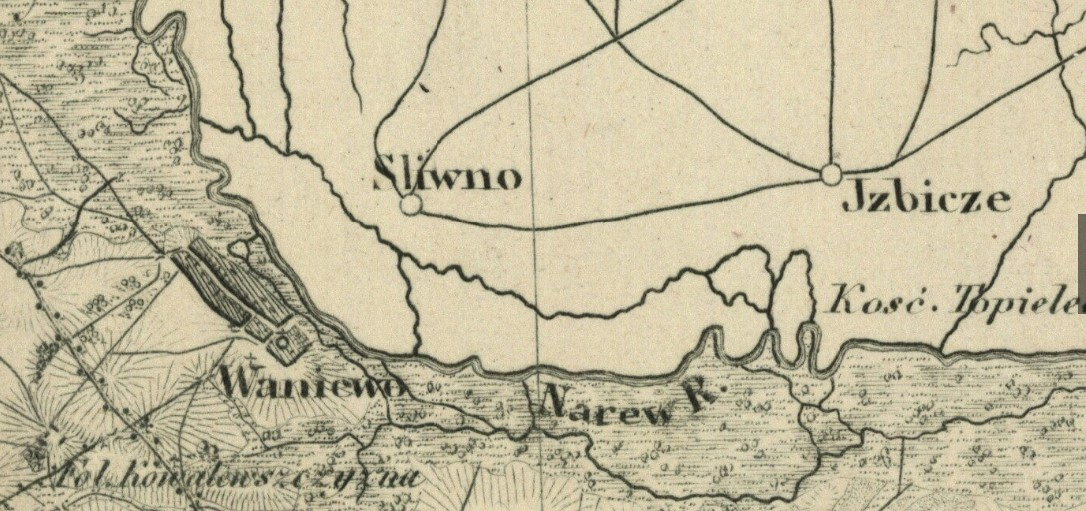
Śliwno na Topograficznej Karcie Królestwa Polskiego z 1839 r.